# إفرايم (لقب)
إفرايم هو لقب. ومن أشهر من حمله هم:
- ألونزو إفرايم (ولد عام 1981) – لاعب كرة قدم أمريكية
- هوغان إفرايم (ولد عام 1988) لاعب كرة قدم أمريكية
- مولي إفرايم (ولد عام 1986) ممثلة أمريكية
- موزس إفرايم (1620 – 1688) مصرفي هولندي
- فايتل هاينه إفرايم (1703 – 1775) تاجر مجوهرات ومستثمر بروسي